# Allen Crawley
Allen David Crawley (né le 15 mai 1941 en Tasmanie) est un athlète australien spécialiste du saut en longueur, du triple saut et du sprint.

## Biographie
Il participe aux Jeux olympiques d'été de 1968, terminant sixième du concours au saut en longueur.
Crawley a remporté une médaille de bronze pour l'Australie aux Jeux de l'Empire britannique et du Commonwealth de 1966 au titre du relais 4 × 110 yards. Auparavant, il a représenté la Papouasie et la Nouvelle-Guinée aux Jeux de l'Empire britannique et du Commonwealth de 1962, participant au 100 yards, au relais 4 × 110 yards, au saut en longueur et au triple saut.